# Svitlovodský rajón
Svitlovodský rajón (ukrajinsky Світловодський район) byl rajón v Kirovohradské oblasti na Ukrajině. Hlavním městem byl Svitlovodsk a rajón měl přibližně 12 tisíc obyvatel. 

## Sídla v rajónu
- Svitlovodsk